# Michael Convertino
Michael John Convertino (* 1953 in New York City, New York als Michael Hurt) ist ein US-amerikanischer Komponist, Musiker und Sänger, der sich vorwiegend mit seinen Kompositionen für die Filmmusik einen Namen in Hollywood gemacht hat.

## Leben und Werk
Geboren wurde Michael Convertino als Michael Hurt 1953 in New York. Schon als Kind hatte er sich früh für alle Formen der Musik interessiert. In seiner Jugendzeit begeisterte er sich für die verschiedensten Stilrichtungen: Klassische Musik, Jazz aber auch für die Rockmusik. Er lernte Gitarre und Gesang. Die eigentliche Absicht die Convertino hegte, war jedoch eine Karriere als Konzertpianist zu machen. Er nahm Kurse beim bekannten Konzertpianisten Jean Casadesus (1927–1972) merkte jedoch schnell, dass ihn der gesamte Bereich der Komposition faszinierte und studierte daraufhin Komposition in Yale. Dort wurde er auch Frontman und Mitglied einer erfolgreichen Yale Jazz-Band. Nach seinem Abschluss an der Yale University führte er seine musikalische Laufbahn durch Studien am Pariser Konservatorium und am Konservatorium in Nizza weiter. Convertino komponierte erste eigene klassische Stücke und hatte sein Kompositionsdebüt im Alter von 23 Jahren an der Carnegie Hall.
Als er in den frühen 1980er Jahren wieder nach Amerika zurückkehrte, erlangte Convertino ein gewisses Maß an Bekanntheit als Lead-Sänger und Songwriter mit der Band The Innocents, als man in der Besetzung: Michael Hurt (Convertino) – vocals, guitar; Thomas Newman – keyboards; Tony Kowalski – lead guitar; Chris Kaye – drums; Marten Ingle – bass vom Musik-Produzenten Bob Margouleff entdeckt wurde. Die Band spielte eine Mischung aus New Wave und Alternative Rock. Die fünf talentierten Musiker hatten ihren ersten öffentlichen Auftritt mit The Innocents, bei einer einstündigen NBC-Ausstrahlung, am 21. Februar 1982 mit einem Musikauftritt im Stile von The Monkees. In Los Angeles nahm die Band dann 1982 auch ihr erstes und einziges Album mit dem Titel The Innocents auf. Die Plattenfirma The Boardwalk Entertainment Co hatte sie unter Vertrag genommen und Musikproduzent Robert Margouleff und sein Toningenieur Howard Siegel letzte Hand angelegt.
Durch seine Freundschaft mit dem Keyboarder der Gruppe The Innocents Thomas Newman lernte er auch dessen Bruder David Newman, den Sohn des bekannten Hollywood-Komponisten Alfred Newman, kennen, der 1984 gerade die Filmmusik zur Walt-Disney-Produktion Frankenweenie von Regisseur Tim Burton komponieren sollte und ihn einlud musikalisch daran mitzuwirken. Nach der Zusammenarbeit mit David Newman hatte er Gefallen an der Filmmusik gefunden, die für ihn alle Musikrichtungen miteinander verbinden konnte.

“Englisches Original-Zitat: „His range is extraordinary: from classical composition to Dixiland Jazz. He’s a unique, inventive talent that is a film maker’s dream“.”

Convertino machte sich als Komponist in Hollywood für das von der Kritik gefeierte und mehrfach Oscar-prämierte Drama Gottes vergessene Kinder der Regisseurin Randa Haines einen Namen. Bei den Grammy Awards 1988 erhielt er eine Nominierung in der Kategorie Best Arrangement On An Instrumental für den Main Title von Gottes vergessene Kinder.
Danach komponierte er die Musik für eine Reihe von kritischen wie kommerziell erfolgreichen Filmen. Darunter Annies Männer, Der Doktor – Ein gewöhnlicher Patient (1991), Walter & Frank – Ein schräges Paar (1993), Taschengeld (1994), Santa Clause – Eine schöne Bescherung (1994), Das Leben nach dem Tod in Denver (1995), Schatten der Schuld (1996), Sterben und erben (1997), Aus dem Dschungel, in den Dschungel (1997), Dance with Me (1998) und Liberty Stands Still (2002).
In den 1980er und 1990er Jahren gewann er je einen BMI Film Music Award. In den 2000er Jahren nahm Convertino nur noch sporadisch Kompositionsaufträge wahr.

## Preisverleihungen
- 1987: Für Gottes vergessene Kinder erhielt er den NARAS Soundtrack of the Year Award.
- 1988: Grammy-Nominierung in der Kategorie „Best Arrangement On An Instrumental“ bei der Grammyverleihung 1988 für den Main Title Children of a Lesser God[3]
- 1989: BMI Film & TV Awards 1989 für Annies Männer
- 1995: BMI Film & TV Awards 1995 für Santa Clause – Eine schöne Bescherung

## Filmografie

### Kurzfilme
- 1984: Frankenweenie

### Kinofilme
- 1985: Hollywood Cop (Hollywood Vice Squad)
- 1986: Gottes vergessene Kinder (Children of a Lesser God)
- 1987: The Hidden – Das unsagbar Böse (The Hidden)
- 1988: Annies Männer (Bull Durham)
- 1989: Liebe, Rache, Cappuccino (Queen of Hearts)
- 1990: The End of Innocence
- 1991: Der Doktor – Ein gewöhnlicher Patient (The Doctor)
- 1992: Waterdance (The Waterdance)
- 1993: Bodies, Rest and Motion – Liebe im Quadrat (Bodies, Rest & Motion)
- 1993: Zwei Asse im Schnee (Aspen Extreme)
- 1993: Wilde Kastanien (A Home of Our Own)
- 1993: Walter & Frank – Ein schräges Paar (Wrestling Ernest Hemingway)
- 1994: Tess und ihr Bodyguard (Guarding Tess)
- 1994: Taschengeld (Milk Money)
- 1994: Santa Clause – Eine schöne Bescherung (The Santa Clause)
- 1995: Das Leben nach dem Tod in Denver (Things to Do in Denver When You’re Dead)
- 1996: Das Rosenbett (Bed of Roses)
- 1996: Mr. Traffic (Pie in the Sky)
- 1996: Schatten der Schuld (Mother Night)
- 1996: The Last of the High Kings
- 1997: Sterben und erben (Critical Care)
- 1997: Aus dem Dschungel, in den Dschungel (Jungle 2 Jungle)
- 1998: Dance with Me
- 1998: Jagd auf Marlowe – Ein Fall zum Abdrehen (Where’s Marlowe?)
- 2002: Liberty Stands Still
- 2003: Milwaukee, Minnesota
- 2004: Wir leben nicht mehr hier (We Don’t Live Here Anymore)
- 2005: Platoon of Children (Straight Into Darkness)
- 2009: Wake Wood

### Fernsehfilme
- 1986: Christmas Snow
- 1987: Geliebte auf Abruf (Mistress)
- 1990: Wenn die Ehe zur Hölle wird (Shattered Dreams)
- 1991: Die reine Wahrheit (The Antagonists)
- 2001: Snow White

### Fernsehserien
- 1986: Faerie Tale Theatre – Aladdin and His Wonderful Lamp (1 Folge, 1986)
- 1990: Geschichten aus der Gruft (Tales from the Crypt) (1 Folge, 1990 – Judy, You’re Not Yourself Today)

## Diskografie

### Rock Album mit „The Innocents“
- 1982: The Innocents, (The Innocents), Record Label: The Boardwalk Entertainment Co, Catalogue No: VS NB1-33250[4]

## Kammermusik
- 1995: Sätze in Preludes (4), Balancing Act, Bill Booth, (Crystal Records)[5]
  - Preludes (4): no 1 for Flute, Clarinet, Trombone, 2 Pianos and Harp (1)
  - Preludes (4): no 2 for Trombone and Piano (1)
  - Preludes (4): no 3 for Clarinet, Trumpet, 2 Trombone, Percussion, 2 Pianos, Viola and Cello (1)
  - Preludes (4): no 4 for Trumpet, Trombone, Harp, Piano, Viola and Cello (1)